# Сигюрьоун Фридьоунссон
Сигюрьоун Фридьоунссон (исл. Sigurjón Friðjónsson; 22 сентября 1867 — 26 мая 1950) — исландский поэт, писатель и член Альтинга.

## Биография
Сигюрйоун родился 22 сентября 1867 года на ферме Силалайкюр в долине Адальдалюр (ныне в общине Тингейярсвейт в Нордюрланд-Эйстра) в семье фермера Фридйоуна Йоунссона (1838—1917) и его жены, домохозяйки Сигюрбьёрг Гвюдмюндсдоуттир (1840—1874). В семье было семеро детей, из которых многие впоследствии приобрели известность. Так среди братьев и сестёр Гвюдмюндюра можно упомянуть братьев Гвюдмюндюра Фридйоунссона (поэт и писатель), Эдлинга Фридйоунссона (член Альтинга) и Брайи Фридйоунссона (член Альтинга и министр), сестёр Ауслёйг Фридйоунсдоуттир (мать писателя Кадля Исфельда) и Уннюр Фридйоунсдоуттир (мать председатель Союза фермеров Исландии Инги Триггвасона).
После смерти жены в 1874 году Фридйоун с детьми переехал на ферму в Сандюр, а Сигюрйоун поступил в сельскохозяйственную школу в Эйдире, которую успешно окончил в 1887 году со специальностью агронома. После окончания школы он вернулся на ферму отца, где работал вплоть до 1892 года.
6 июня 1892 года Сигюрйоун женился на Кристин Йоунсдоуттир (1867—1928) и переехал на ферму в Сандюр в долине Адальдалюр. У пары было десять детей, среди которых можно упомянуть поэта и члена Альтинга Брайи Сигюрйоунссона (1910–1995), который пошел по стопам отца.
Сигюрйоун фермерствовал в Сандюре в Адальдалюре в 1892–1906 годах, затем в Эйнарсстадире в Рейкьядалюре в 1906–1913 годах, после чего в 1913 году переехал в Лёйгар на северо-востоке Исландии, где жил до конца своей жизни.
Он много заботился о народном образовании и всячески помогал в его становлении в Исландии. Среди прочего, Сигюрйоун пожертвовал землю для народной школа для жителей Сюдюр-Тингейярсислы и Нордюр-Тингейярсислы в Лёйгар и права на использование школой горячих источников. Школа была открыта осенью 1925 года, а его сын Ардноур Сигюрйоунссон стал её первым директором.
Некоторое время Сигюрйоун был представителем сислюмадюра в Адальдалюре, затем много лет подряд возглавлял общину Рейкьядальсхреппюр. Почти 40 лет он руководил тингейским филиалом Торговой ассоциации Исландии и долгое время был вторым аудитором компании. Кроме того, можно упомянуть, что в течение нескольких лет он был председателем тингейской животноводческой ассоциации. Когда в 1916 году впервые прошли общенациональные выборы в Альтинг, Сигюрйоун Фридйоунссон был избран первым депутатом по списку Партии самоуправления и занимал место в Альтинге с 1918 по 1922 год.
Его первая книга с переводами стихов «Ljóðmæli» (рус. Поэзия) была издана в 1928 года, позже в 1939-44 годах вышел в свет поэтический трёхтомник «Heyrði eg í hamrinum» (рус. Слышал я в молоте) и сборник стихов «Barnið á götunni» (рус. Дитя на улице). Кроме того, он в 1937 году издал сборник рассказов «Þar sem grasið grær» (рус. Там где растет трава) и в 1929 году книгу стихов в прозе «Skriftamál einsetumannsins» (рус. Послания отшельника). В своей прозе он описывал эмоций и сны наяву, а плавность и звучная красота исландского языка никогда его не подводила. Также в журналах публиковались его эссе и размышления на различные темы, в том числе по литературе, социальным вопросам и политике.